# Smardale
Smardale – osada w Anglii, w Kumbrii, w dystrykcie (unitary authority) Westmorland and Furness, w civil parish Waitby. W 1891 roku civil parish liczyła 36 mieszkańców.